# Laird Cregar
Samuel Laird Cregar (Filadelfia, 28 de julio de 1913 / 1916 – Los Ángeles, 9 de diciembre de 1944) fue un actor teatral y cinematográfico estadounidense.

## Biografía
Nacido en el seno de una familia de ascendencia escocesa e inglesa caracterizada por la gran altura y corpulencia de sus integrantes, la carrera de Cregar en la pantalla grande comenzó en 1940 con dos pequeños papeles no acreditados. Después de triunfar con una obra de teatro sobre la vida de Oscar Wilde, en 1941 firmó un contrato con la 20th Century Fox y debutó de manera oficial en la película Hudson's Bay, protagonizada por Paul Muni y Gene Tierney.
Cregar saltó pronto a la fama y a lo largo de los siguientes cuatro años apareció en trece largometrajes más, como I Wake Up Screaming (1941), This Gun for Hire (1942), El cisne negro (1942) o The Lodger (1944). Sus casi 2 metros de altura y 137 kilos de peso, sin embargo, condicionaron sus papeles, que en la mayoría de los casos eran roles secundarios o de villano principal.
Murió víctima de un ataque cardíaco en 1944, como resultado de las secuelas físicas provocadas por una dieta extrema destinada a reconvertirle en actor protagonista, y durante la cual llegó a perder 88 kilos. Le sobrevivieron su madre y cinco hermanos. Su última película, y primera como cabeza de cartel, Hangover Square, se estrenó meses después de su fallecimiento, con críticas mixtas.
Cuenta con una estrella en el Paseo de la Fama de Hollywood, en el 1716 de Vine Street.